# Nesticus kosodensis
Espèce
Synonymes
- Nesticus latiscapus kosodensis Yaginuma, 1972

Nesticus kosodensis est une espèce d'araignées aranéomorphes de la famille des Nesticidae.

## Distribution
Cette espèce est endémique du Japon,. Elle se rencontre dans les préfectures de Yamanashi et de Tokyo dans les monts Kwanto.

## Description
Le mâle holotype mesure 4,4 mm et la femelle paratype 4,0 mm.
Les mâles mesurent de 4,00 à 4,29 mm et les femelles de 3,73 à 3,90 mm.

## Systématique et taxinomie
Cette espèce a été décrite sous le protonyme Nesticus latiscapus kosodensis par Yaginuma en 1972. Elle est élevée au rang d'espèce par Suzuki et Ballarin en 2020.

## Étymologie
Son nom d'espèce, composé de kosod[e] et du suffixe latin -ensis, « qui vit dans, qui habite », lui a été donné en référence au lieu de sa découverte, la grotte Kosode.

## Publication originale
- Yaginuma, 1972 : « The fauna of the lava caves around Mt. Fuji-san IX. Araneae (Arachnida). » Bulletin of the National Museum of Nature and Science, vol. 15, no 2, p. 267-334.